# Prieuré de la Sainte-Croix
 (août 2022).
Si vous disposez d'ouvrages ou d'articles de référence ou si vous connaissez des sites web de qualité traitant du thème abordé ici, merci de compléter l'article en donnant les références utiles à sa vérifiabilité et en les liant à la section « Notes et références ».
Le prieuré de la Sainte-Croix est un lieu de culte catholique en rite latin traditionnel situé dans le quartier Centre/Saint-Martin de Croix, dans le département du Nord. Il dépend de la Fraternité sacerdotale Saint-Pie-X (FSSPX). Le prieuré est placé sous le vocable de la Sainte-Croix; les fidèles y pratiquent le rite tridentin, appelé aussi « forme extraordinaire du rite romain », c'est-à-dire le rite de toujours en usage avant 1962.
Ce site est desservi par la station de métro Croix - Centre.

## Historique
L'édifice était, à l'origine, le couvent des Petites Sœurs de l'Ouvrier, congrégation fondée par un jésuite, le Père Sambin. Elles œuvraient pour aider à l'apostolat des familles ouvrières au nombre grandissant à cause de l'industrialisation galopante, soit dans les usines en secondant les parents, soit pour s'occuper des enfants pendant que leurs parents travaillaient. Les sœurs étaient présentes au sein de plusieurs usines locales. Érigé dans les années 1880, le couvent faisait aussi office de noviciat, mais ferma par manque de vocations au milieu des années 1970, à la suite de la sécularisation et de la désindustrialisation de la métropole lilloise. Celui-ci devait être détruit pour laisser la place à des bâtiments neufs. Des laïcs, au courant de son abandon et désireux de trouver un lieu de culte adapté pour la pratique du rite tridentin, c'est-à-dire de la messe en latin (à laquelle s'opposait Paul VI), le repérèrent et obtinrent son prêt : la messe traditionnelle recommença à y être célébrée à partir de mars 1978.
En 1979, presque trois ans après la messe dite de Lille, Marcel Lefebvre, alors basé à Écône, se rendit quelques jours auprès de sa famille (étant natif de Tourcoing) et il lui fut demandé conseil quant au devenir de l'ex-noviciat. Finalement, au terme de dures négociations, l'acte de vente fut signé le 26 juin 1979, soit la veille de la fête de Notre-Dame du Perpétuel Secours. La chapelle fut donc dédiée à celle-ci, suivant le souhait de Marcel Lefebvre, et le noviciat devint un prieuré de la Fraternité sacerdotale Saint-Pie-X quand, la même année, l'abbé Bruno Duthilleul fut nommé à sa tête. Le prieuré reçut aussi le soutien de Maurice Guerle, un des curés de Saint-Amand-les-Eaux et du Père Crespel, prêtre officiant dans le Lensois.